# 登瀛崖站
登瀛崖站是一个成渝线上的铁路车站，位于四川省资中县马沿乡，建于1958年，目前为四等站，邮政编码为641204。目前客运：办理旅客乘降；不办理行李、包裹托运；货运：办理整车货物发到；不办理危险货物发到。

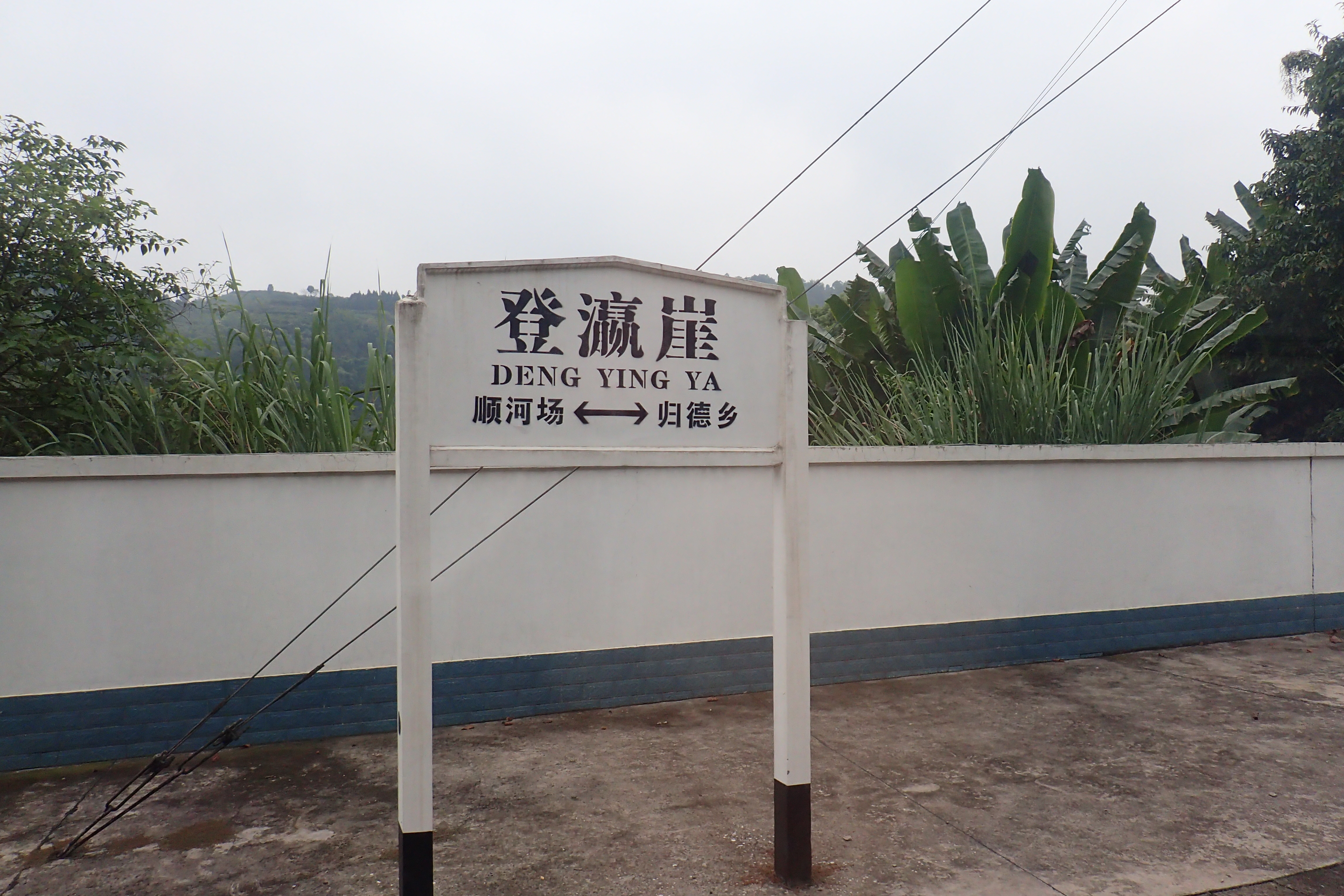
年，列车上抓拍的登瀛崖站站牌